# Filmhaus. Kino am Spittelberg

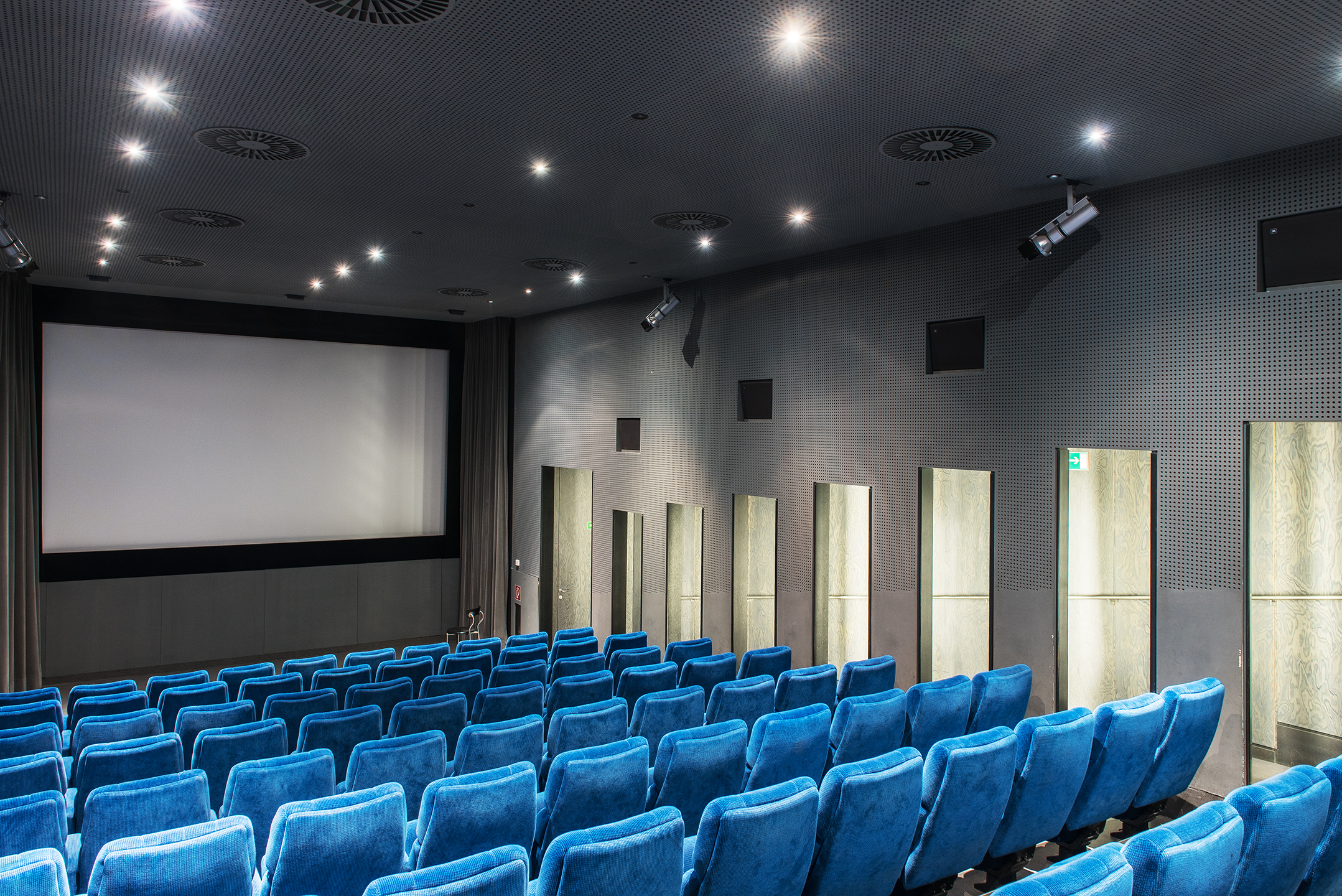
Filmhaus Kinosaal

Das Filmhaus. Kino am Spittelberg in der Spittelberggasse 3 ist ein Wiener Programmkino, welches 2018 wiedereröffnet wurde. Zuvor bestand es von 1994 bis 2017 unter dem Namen „Filmhauskino am Spittelberg“. Das Einsaal-Kino besitzt 100 Sitzplätze sowie 4K-Projektion.

## Programm
Das Filmhaus zeigt täglich 2–5 Vorstellungen in OmU, wobei der Fokus auf europäischen Arthouse-Filmen liegt. Zusätzlich werden aber auch regelmäßig Filme aus Asien, Lateinamerika oder US-Independent-Filme gespielt. Dank der engen Zusammenarbeit mit dem Polyfilm-Filmverleih werden auch häufig Filme aus deren Angebot gezeigt. Programmschienen und Special-Screenings ("Pride Special", "Filmhaus Kids", "Director’s Nights") ergänzen das reguläre Kinoprogramm.

## Geschichte

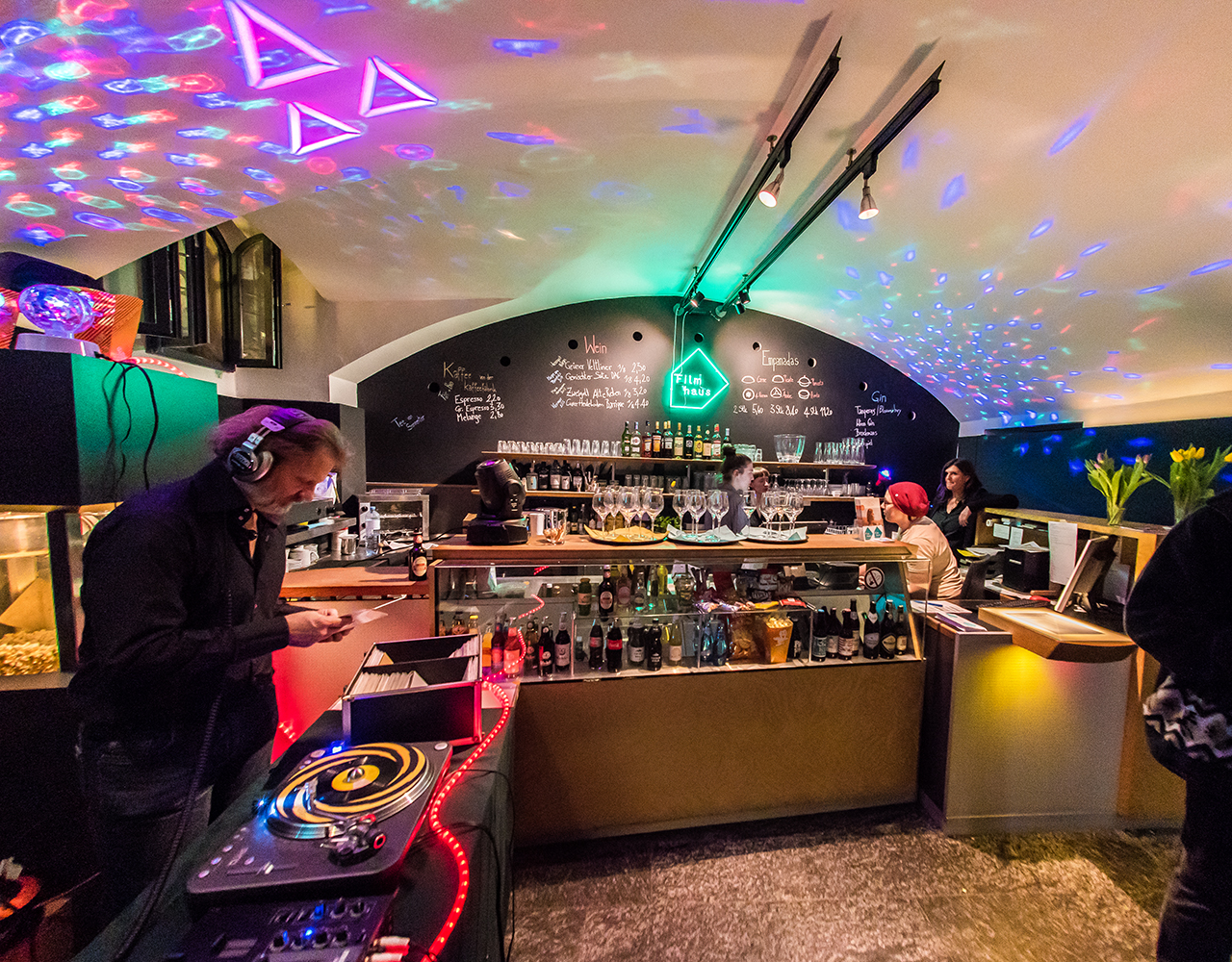
Der Barbereich des Kinos

Das Filmhaus wurde im Jahr 1994 als Nebenspielstätte des Stadtkino Wien eröffnet, musste jedoch am 1. Jänner 2017 aufgrund von Einsparungsmaßnahmen wieder schließen.
Das Österreichische Filminstitut (ÖFI) suchte in einer Ausschreibung nach einem neuen Betreiber, welchen sie mit dem Team des Filmcasinos auch fanden.
Nach einer Renovierung des Foyers und des Barbereichs öffnete das Kino am 6. April 2018 unter dem Namen "Filmhaus. Kino am Spittelberg".
Als Eröffnungsfilm wurde Harry Dean Stantons letzter Film Lucky von John Carroll Lynch gezeigt. Im Jahr 2019 hat sich das Filmhaus bereits sehr gut als Ort für österreichischen Film etabliert und das "Klezmore Festival" ist erstmals mit Stummfilm-Vertonungen zu Gast.